# Mikluho-Maklaja, zaliv
Mikluho-Maklaja, zaliv är en vik i Antarktis. Den ligger i Östantarktis. Australien gör anspråk på området.